# Рябов, Игорь Михайлович
Рябов Игорь Михайлович (1930—2006) — советский и украинский пианист, педагог-методист, заслуженный деятель искусств Украины.

## Биография
Окончил московскую консерваторию в классе профессора Я. Зака. С 1954 года работал в Киевской филармонии и Киевской специальной музыкальной школе им. Лысенко. С 1964 преподавал в Киевской консерватории, с 1984 — заведующий кафедры специального фортепиано.
Воспитал более 150 пианистов, среди которых — Валентина Лисица, Андрей Шабала, Дмитрий Найдич, Владимир Тюрин, Виктория Ермольева, Ирина Рябчун, Ирена Портенко, Вениамин Левицкий, Лидия Ковтюх, Артем Ляхович, Алина Романова, Анастасия Лукьяненко, Ирина Стародуб, Евгений Дашак, Елена Сикалова, Оксана Евсюкова, Евгений Колечко и другие. Много лет вел научно-методическую работу. Является автором многих статей, книг по методике игры на фортепиано. Проводил мастер-классы в разных городах Украины, был председателем экзаменационных комиссий в высших и средних учебных заведениях, работал членом и председателем жюри международных конкурсов.

## Семья
- Брат И. М. Рябова — Олег Михайлович — дирижер, народный артист Украинской ССР.
- Сын И. М. Рябова — Сергей Игоревич — пианист, доцент НМАУ.
- Дочь И. М. Рябова — Сабина Игоревна — пианистка.
- Внук И. М. Рябова — Игорь Сергеевич — пианист, выпускник НМАУ, лауреат международных конкурсов.

## Звания и награды
- Заслуженный деятель искусств Украины (1996)
- Орден мальтийского креста «Преданное служение искусству» (2004)

## Научно-методические работы
- Рябов, Игорь Михайлович. Маленький виртуоз. Вып. 3. Сборник этюдов и виртуозных пьес… украинских советских композиторов : Сборник этюдов и виртуозных пьес для ф.-п. — Киев: Муз. Україна, 1974
- Рябов, Игорь Михайлович. Гаммы, трезвучия, арпеджио : Для ф.-п.: Для учащихся муз. учеб. заведений: С предисл. — К., «Музична Україна», 1977
- Произведения молодых композиторов Украины. Вып. 5 : Для ф.-п. К., «Музична Україна», 1979
- Произведения молодых композиторов Украины. Вып. 6. / Ред.-сост. И. Рябов : Для ф.-п. — К., «Музична Україна», 1980
- Фортепианные дуэты. Вып. 2. / Сост. И. М. Рябов — К., «Музична Україна», 1980
- Рябов, Игорь Михайлович Ежедневные упражнения пианиста / Вступ. статья авт. — К., «Музична Україна», 1983
- Рябов, Игорь Михайлович Воспитание и обучение в ДМШ : Фортепиано : 1-й кл. : Метод. пособие для педагогов / И. М. Рябов, Е. И. Мурзина — Киев: Муз. Україна, 1988
- Чтение с листа в классе фортепиано : 1-2 кл. / Сост. И. М. Рябов, С. И. Рябов; Введ. И. Рябова — К., «Музична Україна», 1988
- Чтение с листа в классе фортепиано : 3-4 кл. / Сост. И. М. Рябов, С. И. Рябов; Введ. И. Рябова — К., «Музична Україна», 1989
- Рябов, Игорь Михайлович Пианист. Ч. 1. Репертуар ученика и приложение для работы преподавателя с учеником / Ред. С. Н. Куст; Предисл. И. Рябова : Шаг за шагом: 1 кл.: Учеб. пособие — К., «Музична Україна», 1991